# اکالیکاتی
اکالیکاتی (به انگلیسی: Akalikatti) یک روستا در هند است که در کارناتاکا واقع شده‌است.